# Statens överklagandenämnd
Statens överklagandenämnd, tidigare Överklagandenämnden för totalförsvaret, är en svensk statlig förvaltningsmyndighet med uppgift att pröva överklaganden av beslut i anställningsärenden, beslut enligt 10 § förordningen (2003:477) om utbildning i skydd mot olyckor och vissa beslut som rör totalförsvarspliktiga.

## Historik
Överklagandenämnden för totalförsvaret bildades den 1 juli 1995 och prövade överklaganden av beslut som rörde totalförsvarspliktiga och annan personal inom totalförsvaret. Från och med den 1 januari 2007 prövade nämnden också överklaganden av beslut i anställningsärenden inom hela statsförvaltningen med undantag för universitets- och högskolesektorn. Myndighetens fick sitt nuvarande namn den 1 januari 2008.

## Ledning
Statens överklagandenämnd består av minst sju ledamöter som utses av regeringen på en period av tre år. 2022 bestod nämnden av följande personer:

### Ledamöter
- Eskil Nord, ordförande
- Anders Odmark, vice ordförande
- Robert Schött, vice ordförande
- Carin Bratt
- Martina Irving
- Lars Petersson
- Karin Sederholm
- Annika Wikingsson

### Ersättare
- Dag Andersson
- Daniel Berg
- Åsa Lindahl
- Per-Olof Persson
- Joanna Roman